# Brachymyrmex
Brachymyrmex és un gènere de formigues de la subfamília dels formicins (Formicinae), natives d'Àfrica del Nord, però diverses espècies s'han disseminat pel món amb el comerç humà.
El gènere pot ser reconegut per la combinació de tenir 9 segments antenals (menys que la majoria de les formigues) i el pecíol ocult pel gàster en una vista dorsal. De vegades es diuen "formigues robot".

## Taxonomia
Inclou 40 espècies:
- Brachymyrmex admotus Mayr, 1887
- Brachymyrmex antennatus Santschi, 1929
- Brachymyrmex aphidicola Forel, 1909
- Brachymyrmex attenuatus Santschi, 1929
- Brachymyrmex australis Forel, 1901
- Brachymyrmex bahamensis Ortiz et al., 2019
- Brachymyrmex bicolor Ortiz et al., 2019
- Brachymyrmex bonariensis Santschi, 1933
- Brachymyrmex brasiliensis Ortiz & Fernández, 2014
- Brachymyrmex bruchi Forel, 1912
- Brachymyrmex cavernicola Wheeler, 1938
- Brachymyrmex coactus Mayr, 1887
- Brachymyrmex cordemoyi Forel, 1895
- Brachymyrmex degener Emery, 1906
- Brachymyrmex delabiei Ortiz & Fernández, 2014
- Brachymyrmex depilis Emery, 1893
- Brachymyrmex donisthorpei Santschi, 1939
- Brachymyrmex feitosai Ortiz & Fernández, 2014
- Brachymyrmex fiebrigi Forel, 1908
- Brachymyrmex flavidulus (Roger, 1863)
- Brachymyrmex gagates Wheeler, 1934
- Brachymyrmex gaucho Santschi, 1917
- Brachymyrmex giardi Emery, 1895
- Brachymyrmex heeri Forel, 1874
- Brachymyrmex iridiscens Ortiz et al., 2019
- Brachymyrmex micromegas Santschi, 1923
- Brachymyrmex minutus Forel, 1893
- Brachymyrmex modestus Santschi, 1923
- Brachymyrmex musculus Forel, 1899
- Brachymyrmex myops Emery, 1906
- Brachymyrmex nebulosus LaPolla & Longino, 2006
- Brachymyrmex obscurior Forel, 1893
- Brachymyrmex oculatus Santschi, 1919
- Brachymyrmex patagonicus Mayr, 1868
- Brachymyrmex pictus Mayr, 1887
- Brachymyrmex pilipes Mayr, 1887
- Brachymyrmex santschii Menozzi, 1927
- Brachymyrmex sosai Ortiz et al., 2019
- Brachymyrmex termitophilus Forel, 1895
- Brachymyrmex tristis Mayr, 1870